# Florian Kainz
Florian Kainz (ur. 24 października 1992 w Grazu) – austriacki piłkarz występujący na pozycji pomocnika w niemieckim klubie 1. FC Köln oraz w reprezentacji Austrii. Wychowanek Sturmu Graz, w swojej karierze grał także w Rapidzie Wiedeń i Werderze Brema.